# Londen Marathon 1984

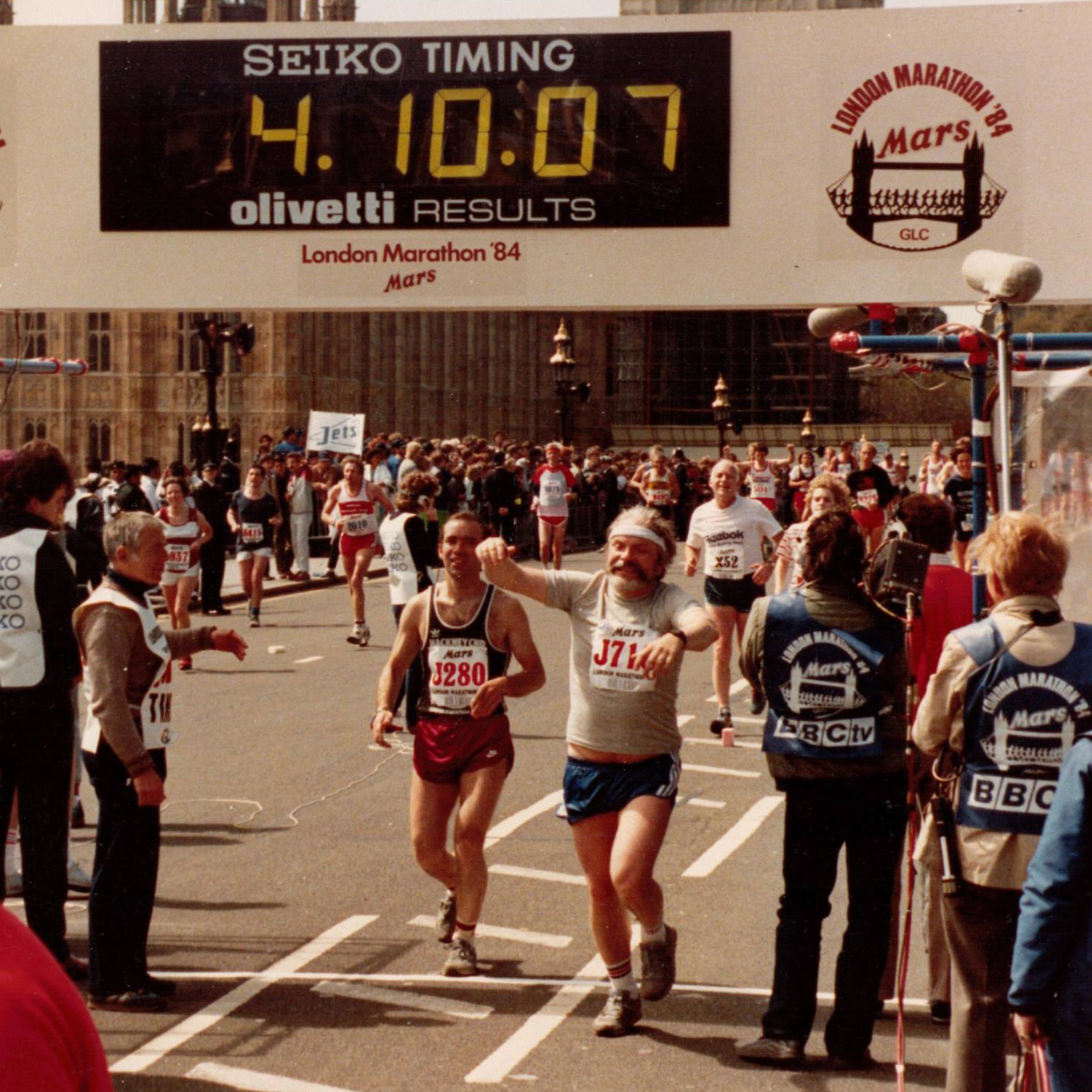
Pauli Vahtera finisht zijn eerste marathon

De Londen Marathon 1984 werd gelopen op zondag 13 mei 1984. Het was de vierde editie van de Londen Marathon. De Engelsman Charles Spedding finishte bij de mannen als eerste in 2:09.57. De Noorse Ingrid Kristiansen won bij de vrouwen in 2:24.26.

## Uitslagen

### Mannen
| rang   | naam                  | land | tijd    |
| ------ | --------------------- | ---- | ------- |
| Goud   | Charles Spedding      | ENG  | 2:09.57 |
| Zilver | Kevin Forster         | ENG  | 2:11.41 |
| Brons  | Dennis Fowles         | WAL  | 2:12.12 |
| 4      | Oyvind Dahl           | NOR  | 2:12.19 |
| 5      | Jørn Lauenborg        | DEN  | 2:12.21 |
| 6      | Juma Ikangaa          | TAN  | 2:12.35 |
| 7      | James Ashworth        | ENG  | 2:13.49 |
| 8      | Malcolm East          | ENG  | 2:14.01 |
| 9      | Christopher Bunyan    | ENG  | 2:14.03 |
| 10     | Svend-Erik Kristensen | DEN  | 2:14.22 |

### Vrouwen
| rang   | naam               | land | tijd    |
| ------ | ------------------ | ---- | ------- |
| Goud   | Ingrid Kristiansen | NOR  | 2:24.26 |
| Zilver | Priscilla Welch    | ENG  | 2:30.06 |
| Brons  | Sarah Rowell       | ENG  | 2:31.28 |
| 4      | Veronique Marot    | ENG  | 2:33.52 |
| 5      | Kersti Jakobsen    | DEN  | 2:34.53 |
| 6      | Bente Moe          | NOR  | 2:35.28 |
| 7      | Julie Barleycorn   | ENG  | 2:35.53 |
| 8      | Margaret Lockley   | ENG  | 2:36.06 |
| 9      | Gillian Horovitz   | ENG  | 2:37.10 |
| 10     | Lone Dybdal        | DEN  | 2:39.39 |

1981 ·
1982 ·
1983 ·
1984 ·
1985 ·
1986 ·
1987 ·
1988 ·
1989 ·
1990 ·
1991 ·
1992 ·
1993 ·
1994 ·
1995 ·
1996 ·
1997 ·
1998 ·
1999 ·
2000 ·
2001 ·
2002 ·
2003 ·
2004 ·
2005 ·
2006 ·
2007 ·
2008 ·
2009 ·
2010 ·
2011 ·
2012 ·
2013 ·
2014 ·
2015 ·
2016 ·
2017